# Markus Hiekkanen
Markus Jorma Hiekkanen (né le  16 mars 1949 à Oulu) est un Archéologue et chercheur spécialiste de la période médiévale.
Markus Hiekkanen a soigneusement répertorié les églises médiévales en pierre de Finlande.
Les études d'Hiekkanen ont donné lieu à de nombreux débats dans la communauté scientifique.

## Prix et reconnaissance
En 1994, il reçoit le prix du Livre scientifique de l'année.
En 2013, il a reçu le titre de Professeur honoraire par le Président de la République de Finlande.

## Ouvrages
- (fi) Markus Hiekkanen, Naantali, Helsinki, Museovirasto, 1988 (ISBN 951-9075-24-0)
- (fi) Markus Hiekkanen, Polvesta polveen täällä: Espoon kirkon esiinkaivettua menneisyyttä, Espoo, Espoon seurakunnat, 1988 (ISBN 951-99899-3-5)
- (fi) Markus Hiekkanen, Rauma, Helsinki, Museovirasto, 1983 (ISBN 951-9074-79-1)
- (fi) Markus Hiekkanen, Suomen kivikirkot keskiajalla, Helsinki, Otava, 2003 (ISBN 951-1-15126-6)
- (fi) Markus Hiekkanen, Suomen keskiajan kivikirkot, Helsinki, Société de littérature finlandaise, 2007 (ISBN 978-951-746-861-9)